# Léhon
Léhon is een plaats en voormalige gemeente in het Franse departement Côtes-d'Armor, in de regio Bretagne. De plaats maakt deel uit van het arrondissement Dinan.

## Geschiedenis
Op 1 januari 2018 ging de gemeente op in de aangrenzende gemeente Dinan.

## Geografie
De oppervlakte van Léhon bedraagt 4,7 km².
De onderstaande kaart toont de ligging van Léhon met de belangrijkste infrastructuur en aangrenzende gemeenten.

## Demografie
Onderstaande figuur toont het verloop van het inwonertal.